# Ronald Tetzlaff
Ronald Tetzlaff (* 1958 in Frankfurt am Main) ist ein deutscher Physiker mit dem Forschungs- und Arbeitsschwerpunkt Elektrotechnik. Seit 2008 ist er Professor für Grundlagen der Elektrotechnik an der Technischen Universität Dresden.

## Leben
Tetzlaff studierte von 1979 bis 1985 Physik an der Johann Wolfgang Goethe-Universität Frankfurt am Main. Im Jahr 1990 promovierte er ebendort mit einer Dissertation zum Thema Neuere Untersuchungen des Pegelkreuzungsverhaltens Gaussscher stochastischer Prozesse im Fach Physik. Im Jahr 1997 war er Gastwissenschaftler an der University of California, Berkeley tätig und habilitierte sich 1998 an der Johann Wolfgang Goethe-Universität. Nach Stationen als Gastwissenschaftler an der Ungarischen Akademie der Wissenschaften in Budapest (2001) und Gastprofessor an der University of California, Berkeley, war er ab 2003 außerplanmäßiger Professor für Angewandte Physik an der Johann Wolfgang Goethe-Universität Frankfurt am Main, ehe er 2008 dem Ruf an die Professur für Grundlagen der Elektrotechnik der Technischen Universität Dresden folgte.
Von 2010 bis 2015 war Tetzlaff an der TU Dresden Vorsitzender des Prüfungsausschusses für den Studiengang Elektrotechnik, von 2013 bis 2015 Prodekan der Fakultät Elektrotechnik und Informationstechnik, von 2016 bis 2020 Dekan ebendieser Fakultät und 2020 Sprecher der Bereichs Ingenieurwissenschaften. Im Jahr 2016 war er Mitgründer des Chua Memristor Center, das Forschung auf dem Gebiet der Memristoren durchführt. Tetzlaff war 2019 als Gastprofessor an der University of California, Santa Cruz tätig.
Im August 2020 wurde er von Rektorin Ursula Staudinger zum Chief Officer Technologietransfer und Internationalisierung der Technischen Universität Dresden ernannt, wodurch er Teil des sogenannten „Erweiterten Rektorats“ der Universität wurde. Er hatte dieses Amt bis August 2025 inne.

## Schriften (Auswahl)
- Neuere Untersuchungen des Pegelkreuzungsverhaltens Gaussscher stochastischer Prozesse. Frankfurt am Main 1990.